# ABEDON
ABEDON（あべどん、1966年7月30日 - ）は、日本のミュージシャン、音楽プロデューサー。ロックバンド・UNICORNのキーボーディストで、バンドリーダー（2009年バンドの活動再開以降）も務める。山形県山形市出身。身長172cm。血液型はA型。
旧芸名および本名、阿部 義晴（あべ よしはる）。愛称、阿部B（あべビー）。2014年1月よりアーティスト名を「ABEDON」に改名した。

## 来歴
- 父親は美術教師で、山形で校長をしていた。母親は音楽教師で阿部は4歳からピアノを習っていた。高校在学中は美術教師を志していたが描きたいものが見つからず断念、音楽の道へ進む。
- 1982年
麗澤高等学校に入学。軽音楽部に所属し、毎年の文化祭でテーマ曲を演奏する。
- 1985年
音楽学校メーザー・ハウスに入学。講師である音楽プロデューサー・笹路正徳の下でマニピュレーターの仕事を開始し、LAUGHIN' NOSEや白竜のレコーディングに参加。メーザー・ハウスは中退。
- 1986年
M-BANDにサポートとして参加。その関連で1981年にブームとなったなめ猫の一連の商品のうち「又吉&なめんなよ」名義のLP『なめんなよ - 又吉のかっとびアルバム』（2008年にCD化）に参加（同名の写真集の記述による）。
- 1987年
笹路がプロデュースしていたバンド・ユニコーンのサポート・メンバーとして、楽曲制作、ライブに参加した後、88年5月から正式に加入する。
- 1993年
9月、ユニコーン解散。ソロ活動を開始する。テレビ朝日系の番組『VIDEO JAM』でMCを務める。
この後ソロ活動の傍ら、かねてから関心のあったプロデューサー業にも本格的に進出。advantage Lucy、鈴木紗理奈、河島英五などを手がける。
- 1997年
SPARKS GO GOと期間限定ユニット「ABEX GO GO」を結成。
- 1998年
自身の個人事務所およびレーベル「abedon the company」を設立。
- 2000年
当時インディーズで活動していたロックバンド・氣志團のプロデュースを担当。
- 2003年
八熊慎一（SPARKS GO GO）、外薗雄一と共に「Electric Rhodes Orchestra」（通称「E・R・O」）を結成。
- 2004年
氣志團のアリーナツアー中盤にギターの星グランマニエが転落事故で入院したため、残りの公演にサポートとして参加。
- 2006年
9月、地元・山形を最終公演とした『阿部義晴音楽祭〜仲間とノリノリ40祭』を全3か所で開催。ゲストに奥田民生、ジェット機（川西幸一が在籍）、SPARKS GO GOが出演し、アンコールでは「スターな男」「忍者ロック」「人生は上々だ」などユニコーンの楽曲を演奏すると共に、阿部がエルヴィス・プレスリーの格好をするなど、ユニコーン時代を彷彿とさせるステージパフォーマンスを行った。なお、このイベント後、阿部が現在のユニコーン5人で演奏したらどうなるかと考えたことが、後のバンド再始動のきっかけとなっている。
- 2007年
前年の阿部義晴音楽祭にて初披露された「阿部義晴☆ぽるちーに。」（阿部義晴〈Vo, Pf, Guitar〉、外薗雄一〈Drums〉、木内健〈Guitar, HAMMOND〉、高橋"Jr."知治〈Bass, Harmonica〉、西園寺瞳 from 氣志團〈Guitar〉）で、ライブツアー「四ツ葉の森（上）ABERATION」開催[5]。
- 2009年
解散から16年を経て、ユニコーンが活動を再開。かつてリーダーだった川西幸一に代わりバンドリーダーとなる。2月4日発売の復活第1弾シングル「WAO!」は阿部が作詞・作曲・メインボーカルを務めた。
映画『南極料理人』（同年8月公開）にて初めて映画音楽を担当。同映画主題歌にはユニコーンのアルバム『シャンブル』収録の「サラウンド」が使用された。
- 2012年
公式ホームページをリニューアルし、レコーディングの模様をUstreamで不定期に配信する「REC ALIVE」を開始。
- 2013年
7年ぶりにソロ作品をリリース。EMTG MUSICにおいてレギュラーWeb番組「阿部義晴と平山雄一の“のびろ!! 袖の下”〜クチは悪いがワイロに弱い〜」の配信を開始。翌年には番組の派生企画として若手バンド「ぽわん」のプロデュースが決定するも、直後にぽわんが解散したため頓挫する。
- 2014年
1月7日、アーティスト名を「ABEDON」に改名[3][4] [注釈 1]。9月、ABEDONソロライブに、八熊慎一、奥田民生、木内健、斎藤有太がサポートで参加、このメンバーが「ABEDON AND THE RINGSIDE」の前身となる。このユニット名での活動は2016年から。
- 2020年
1月、日テレプラスにて「ABEDON from ユニコーン presents “ありがとう山形県県民会館”」が放送される。前年2019年11月末日の山形県県民会館閉館に伴い11月29・30日に行われた、『ありがとう山形県県民会館プレゼンツ「ユニコーン100周年ツアー“百が如く”」』公演の一部と、ABEDONが会場を巡り山形や同ホールにまつわる思い出を語る構成。長年大ホールのステージに設えられていた「スタインウェイ・アンド・サンズ」のグランドピアノを、大ホールに響かせる最後の音色として演奏し、幕を閉じた場面も放送された[6][7][8]。

## エピソード
- 解散前のユニコーン時代のニックネーム「阿部B」の由来は、ユニコーンのスタッフに阿部姓の人物がもう1人いたため（「阿部A」と区別）。
- ユニコーン加入後は、実質サウンドプロデューサー的な役割を担い、メンバーのまとめ役でもあった。しかし活動が多忙を極め、気苦労が絶えず、解散前後は精神的にバランスを崩していたことを告白、バンド時代の記憶はないとも語り、ユニコーンの15周年記念本に掲載されたインタビューの中でも、今後ユニコーンを語るのはこれが最後と述べていた。だが一方で、ユニコーン再始動の話を最初に持ちかけたのは他ならぬ阿部であった。[要出典]
- ステージパフォーマンスにおいては、演奏や歌唱以外の部分でスタッフなどから過激なことをしていると評されることがあり、ユニコーン再結成後の2009年にリリースされたセレクションアルバム『I LOVE UNICORN 〜FAN BEST〜』のライナーノーツの活動年表の中には、阿部のパフォーマンスについて、いくつか個別言及がある[9]。
  - 1990年3月『PANIC 服部 BOOMツアー』ツアーファイナルの山形県民会館公演。「このあたりから山形での阿部義晴ショーがエスカレート」と記されている[9]。
  - 1991年3月『嵐のケダモノ』ツアーファイナルの北海道厚生年金会館公演。「阿部、ブルース・リーコーナー時の脱臼による振替公演」と記されている[9]。
- 自身の50歳を記念したライブイベント「ABEDON50祭」を機に、スターリング・サウンドのテッド・ジェンセンに師事してマスタリングを学び、以降はユニコーンの新曲や自身のソロ作のマスタリングに加え、ユニコーンの旧作のリマスタリングも自ら手がけている。

## ディスコグラフィ

### 阿部義晴
シングル
1. ＋ OR −（1992年9月12日）
c/w: SHOWGI MASTER
ユニコーン時代のソロシングル企画の一環。「＋ OR −」はフレディ・マーキュリーの死に感化されて制作したエイズをテーマにしたバラードであり、発売にあたりファン向けのエイズ啓発イベントも行った。「SHOWGI MASTER」は対照的に電気グルーヴが作詞を手がけた将棋をテーマにしたアップテンポのユニークな楽曲。
2. 欲望（1994年5月21日）
c/w: ドラマ
実質的なソロデビュー作。
3. 僕のゆくえ（1994年11月2日）
c/w: 欲望（ライヴ「大欲望」ヴァージョン）（オリジナル・カラオケ）
4. スイマー（1995年6月21日）
c/w: へなちょこ野郎
「スイマー」は本人出演のPOLA C WATER 1000のCMソング。
5. ゲームセット（1995年11月22日）
c/w: 男の20号
「ゲームセット」はテレビ東京系列で放送された「おばあちゃんといっしょ」のエンディングテーマ。本番組は阿部本人がMCとして出演していた。

アルバム
1. Ⓐ （1994年11月2日）
2. Wildfire （1995年12月13日）
君に再突入 / ゲームセット / 愛の温泉 / 夕陽に向かって聴け / オセロマン / 温泉玉子芸者 / 制服ジャングル / 裸族 / 男の20号 / 苦しき愛
  - 「裸族」は今野登茂子とのデュエット。
3. 風花雪月 （1998年10月12日）
星に願いを / 欲望 / 風花雪月 / オセロマン / 愛の温泉 / あいのうた / 護美〜第三の男のテーマ / 哀愁の護美 / 夕立ち / 開店休業 / 苦しき愛
  - 新曲4曲、セルフカバー7曲を収録。
4. RAIN （1999年11月20日）
晴れ / 地割れ / IMAGE / I LOVE YOU, YOU AND ME / RAIN / PER-SEX / 海 / サッちゃん / キリの中へ / かけっこ / 忍者ロック
  - 「忍者ロック」はユニコーン時代にライヴのみで演奏されていた楽曲でスタジオ音源化は初。奥田民生、川西幸一が参加。
5. 44Magnum （2001年7月6日）
心の地図 / ダイヤの花 / BACK DOOR MAN / 夜空へ / THROW OFF SHOES / 413 / 毎日海を見ながら暮らせたら / 44magnum / アーモンド / ゴエンゴー
  - ジャケットは奥田民生の撮影したプライベート写真が使われている。
6. THE SINGLE COLLECTION （2002年10月29日）
WAVE / 欲望 / ゲームセット / 星に願いを / RAIN / スイマー / おせわになりました / IMAGE / 毎日海を見ながら暮らせたら / ＋ OR − / 夏の大将 / 僕のゆくえ / 風花雪月 / 心の地図
  - ユニコーン時代のソロ、阿部義晴、ABEX GO GO名義でリリースされたシングルのタイトル曲全曲などを収録。
7. 四ツ葉の森（上） （2006年2月2日）
8. 阿部義晴 セルフセレクション （2007年11月7日）
  - ユニコーン20周年記念として発売された本人セレクションによるアルバム。
9. R（2013年5月8日）
RGBOP / SUN SET SUN / Round & High / チャイム
特典CD：SUN SET SUN Piano ver.
10. G （2013年8月7日）
ONE AND THREE FOUR / 舵を取れ 舵を切れ / GROUND / SO SO GOOD
特典CD：SO SO GOOD Acoustic Ver.
11. B （2013年12月4日）
サヨナラサムライ / 白い虹 / BackGRound / 再会
特典CD：白い虹 Rhodes Ver.

その他
1. 「南極料理人」サウンドトラック （2009年8月5日）
担当した映画音楽のサウンドトラックCD

VHS
1. TOUR Ⓐ'  （1995年6月21日）
2. VIDEO風花雪月 （1999年10月）

DVD
1. 阿部義晴 音楽祭2006〜仲間とノリノリ40祭〜 （2007年2月14日）
地元・山形県で開催された40歳の誕生祭イベント。宮田和弥や川西幸一が在籍するジェット機、奥田民生、SPARKS GO GOらがゲスト出演。
2. 阿部義晴 ヴィジュアルコレクション （2007年11月7日）
ユニコーンデビュー20周年記念企画の一環として発売。「TOUR Ⓐ'」とABEX GO GOのVHS「生どり」の各全編の映像に加え、「僕のゆくえ」「スイマー」「ゲームセット」のビデオクリップを収録。

### ABEDON
アルバム
1. BLACK AND WHITE（2014年3月5日）
2013年に阿部義晴名義でリリースした「R」・「G」・「B」の3枚を1枚のアルバムとして再構成したもの。
ki/oon版とSMALLER版（自主制作版）の2バージョンが発売され、前者はCDのみ、後者はCD＋DVD。
ki/oon版：ボーナストラックとして、ユニコーンの日本武道館での2DAYSライブ「手島いさむ50祭 ワシモ半世紀」限定で結成された”阿部民バンド”のライブ音源（2013年8月27日）を収録。
SMALLER版：鹿野淳（MUSICA）によるインタビュー映像と、三部作で制作されたMusic Videoを収録したDVD付。
2. ファンキーモンキーダンディー（2015年5月15日）
前年のソロ公演のメンバーである八熊慎一（B,Per,Vo）、奥田民生（G,B,Dr,Per,Vo）、木内健（G）、斎藤有太（Key,Pf）が参加し制作。
3. Feel Cyber（2016年6月3日）
前作と同メンバーが参加。MIXからマスタリングまでABEDONが手がける。
4. Alive, Winter 2023（2023年10月27日）
5. LOOPER LOOPER（2024年11月29日）

映像作品
1. "BLACK AND WHITE" at Billboard Live TOKYO （2014年11月10日）
2014年9月17日にビルボードライブ東京で開催された公演を収録。八熊慎一、奥田民生、木内健、斎藤有太が参加。
2. SUPER ROCK’N ROLL SHOW "Funky Monkey Dandy at EX THEATER ROPPONGI" （2015年9月30日）
2015年7月6日にEX THEATER ROPPONGIで開催された公演を収録。前年と同様、八熊慎一、奥田民生、木内健、斎藤有太が参加。
3. SOLOIST WITH NO LIST at Billboard Live TOKYO July 25, 2018（2018年9月6日）

### ユニット
ABEX GO GO
Electric Rhodes Orchestra
1. E・R・O （2003年12月3日）
2. 海賊版“狂熱のLIVE IN TOKYO” （2004年8月28日）

Surf Trip
1. Surf Trip 1 （2006年4月22日）

ABEDON AND THE RINGSIDE
- アルバム

1. ROUND 2（2022年11月23日）
2. ROUND 3（2023年9月13日）

- 映像作品

1. ABEDON AND THE RINGSIDE 2022 TOUR 「ROUND 2」180分一本勝負 最終戦（2023年3月29日）

## 楽曲提供
- グループ魂
  - 「ラブラブエッサイム'82」
  - 「べろべろ」
  - 「SEARCH&片思い」 いずれも作詞・作曲：宮藤官九郎・阿部義晴
  - 「聖夜」　作詞：宮藤官九郎　作曲：三宅弘城・阿部義晴
- NHK歌謡バラエティーショー「あべ一座 〜あべ上がりの夜空に〜」
  - 「あべサンバ」　作詞：宮藤官九郎　作曲：阿部義晴
  - 「We あべ The World」　作詞：宮藤官九郎　作曲：阿部義晴
- 大貫亜美
  - 「ただいま」　作詞：阿部義晴　作曲：BEVOIR PAUL　※編曲、プロデュースは阿部が担当。
- BABY'S
  - 「大キライ」　作詞・作曲：阿部義晴
  - 「A・GE・RU」　作詞：村田有美　作曲：阿部義晴　※ギターで奥田民生が参加。
- Cazacy
  - 「アメ玉」　作詞・作曲：阿部義晴
  - 「キイロいカジツ」　作詞・作曲：橘いずみ・坂巻晋・阿部義晴
- 種ともこ
  - 「アメとガム」　作詞・作曲：阿部義晴
  - 「かけっこ」　作詞・作曲：阿部義晴　※のちにアルバム「RAIN」でセルフカバー。
- ZUKAN
  - 「いとしこの夜」　作詞・作曲：ZUKAN・阿部義晴
- 松宮麻衣子
  - 「大きくなる」　作詞・作曲：阿部義晴
  - 「リンゴ」　作詞：松宮麻衣子・阿部義晴　作曲：阿部義晴
- CHERRY LYDER
  - 「お前はウシか!?」　作詞：オキチエリ　作曲：オキチエリ・阿部義晴
  - 「コイカゼ」　作詞：オキチエリ　作曲：オキチエリ・阿部義晴
- 酒井法子
  - 「風邪」　作詞・作曲：阿部義晴
  - 「こんな事でも言ってみようかな」　作詞・作曲：阿部義晴
- 鈴木紗理奈
  - 「ガム」　作詞：橘いずみ　作曲：阿部義晴
  - 「ひかり」　作詞：鈴木紗理奈・阿部義晴　作曲：村井真樹・阿部義晴
- 井上睦都実
  - 「追伸」　作詞：井上睦都実　作曲：阿部義晴
- ナガハタゼンジ
  - 「ハニカム」　作詞・作曲：ナガハタゼンジ・阿部義晴
- Clo-Vingt
  - 「スタートライン」　作詞・作曲・編曲・プロデュース：阿部義晴
- 私立恵比寿中学
  - 「ゼッテーアナーキー」　作詞・作曲・編曲：ABEDON

## サウンドプロデュースを手がけたアーティスト
- 氣志團
- ghostnote
- フリーウェイハイハイ
- Psycho le Cemu
- advantage Lucy
- CHERRY LYDER
- グループ魂